# グリースハイム
グリースハイム (ドイツ語: Griesheim, ドイツ語発音: [ˈgriːsha‿im]) はドイツ連邦共和国ヘッセン州ダルムシュタット＝ディーブルク郡に属する市。ダルムシュタットの西に位置する。

## 地理

### 隣接する市町村
グリースハイムは、東は郡独立市のダルムシュタット、西はいずれもグロース＝ゲーラウ郡に属すリートシュタット、グロース＝ゲーラウ、ビュッテルボルンと境を接する。グリースハイムの北にあるヴァイターシュタット、南に位置するプフングシュタットはダルムシュタット＝ディーブルク郡に属す。

### 市の構成
グリースハイムは元々、中核市区のみで構成されていたが、1977年にそれまでダルムシュタット市に属していたザンクト・シュテファン区が合併した。

## 歴史
グリースハイムは、1165年6月14日に初めて、現在の名前で記録されている。より古い史料には、この地域の入植地は名前が挙げられておらず、グロース＝ゲーラウ王領を「Zubehör」という名前で表現している。
グリースハイムの重要な収入源は昔からブドウ栽培であった。しかし、三十年戦争でひどい破壊を受け、復興されたのは18世紀になってからであった。中世の戦争やペストは、グリースハイムの発展を逆戻りさせたのである。それは、最終的にはグリースハイムをほとんど壊滅状態にしたのであった。1635年の人口はわずか37人であった。
18世紀の終わりから19世紀には、モミの生産と販売がグリースハイムの重要な産業となった。
1874年にこの町はプロイセンの軍事省と、グリースハイム南西部に砲撃演習場を設ける契約を結んだ。1908年、このグリースハイム演習場の北部にアウグスト・オイラーがドイツ初の飛行場を造った。この辺りは1937年にダルムシュタットに編入された。
第二次世界大戦でグリースハイムは、4回の空爆により60%が破壊され、多くの市民が死傷した。戦後、グリースハイムは事実上廃墟であった。町長のダニエル・ミュラーとゲオルク・ボールの指導下、復興を果たしたのである。
復興がなされた後、1965年9月12日にヘッセン州政府から都市権が授与された。

### 人口推移
| · | 現在、技術上の問題で一時的にグラフが表示されなくなっています。 |

## 行政

### 市議会
グリースハイムの市議会は37議席からなる。

### 首長
第二次世界大戦後の首長を列記する。（1965年以後は市長）
- 1945年 - 1952年: ダニエル・ミュラー
- 1953年 - 1967年: ゲオルク・ボール
- 1968年 - 1987年: ハンス・カール
- 1987年 - 2011年: ノルベルト・レーバー
- 2011年 - 2016年: ガブリエーレ・ヴィンター
- 2016年 - : ゲザ・クレプス＝ヴェッツル

### 紋章
グリースハイムの紋章は、市の印章に由来する。蹄鉄の下に花とガチョウの脚が描かれている。ガチョウの脚は、元々は矢印形のルーン文字Tiwazから変形したものである。その上に描かれている花は、裁判を示すGerichtsroseであり、グリースハイムが古くから裁判権を有していたことを示唆している。

### 友好都市
- バル＝ル＝デュック（フランス、ムーズ県）1975年
- Gyönk（ハンガリー）1990年
- ヴィルカウ＝ハースラウ(Wilkau-Haßlau)（ドイツ、ザクセン州）1990年
- ポンタッシエーヴェ（イタリア、トスカーナ州）2008年

## 文化と見所
アウグスト＝オイラー飛行場のすぐ隣に1945年に廃止されたドイツ滑空機研究所がある。ここには、それ以後使われることのない建物が建っている。
グリースハイムでは、年に1度グリースハイム玉葱市が開催される。第1回は、若い住民と年長者が交流しグリースハイムの伝統を伝えるという目的の下に1977年に開催された「グリースハイマー・ヴォーヒェ（グリースハイム週間）」という名称の祭であった。たくさんの露店が出、ライブが行われて、料理やアトラクションが振る舞われた。やがてこの祭は、毎年9月の最終週末またはその前の週末にグリースハイムのインネシュタット、ヴァーゲンハレとハンス＝カール広場の間で行われるようになった。

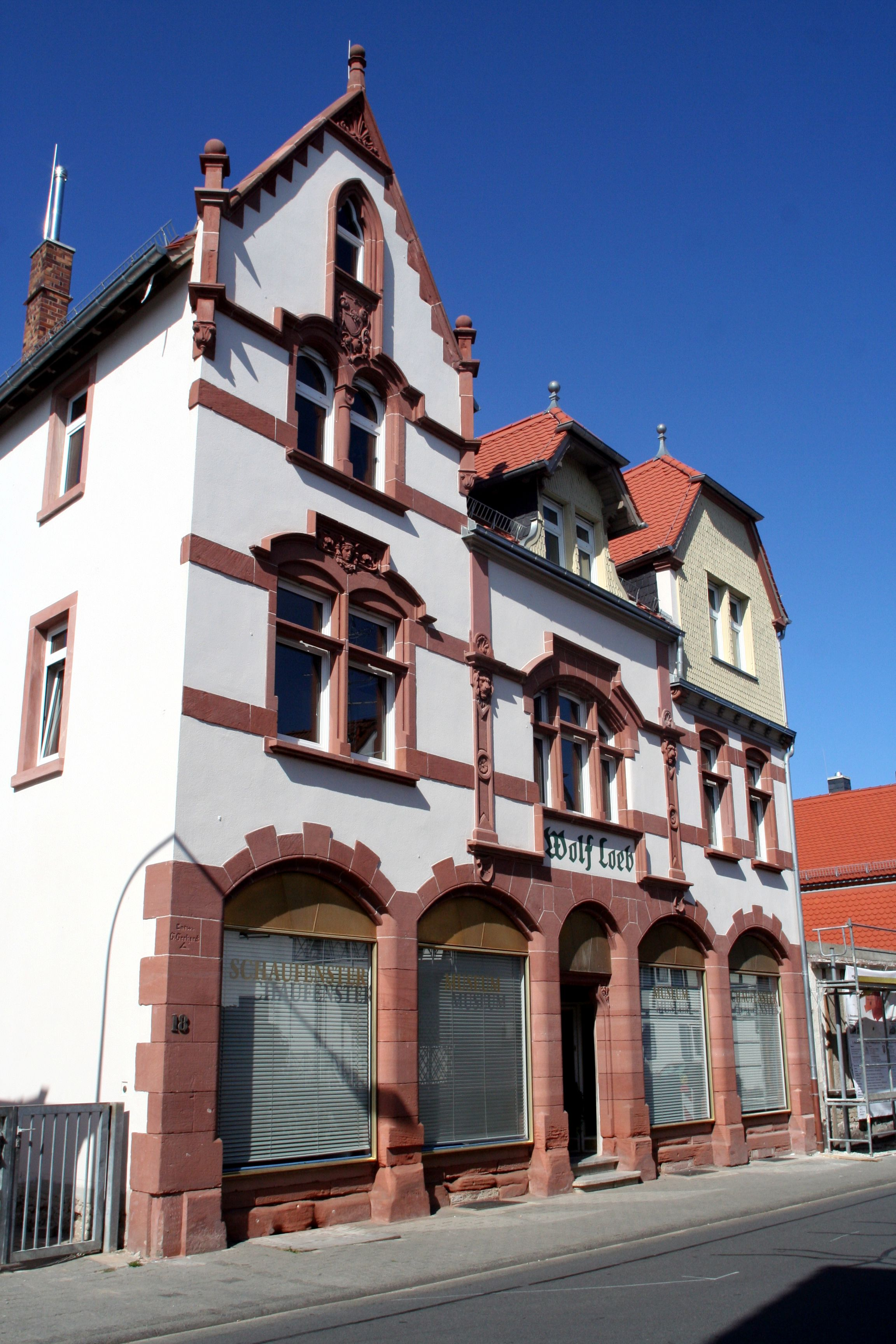
グリースハイム博物館
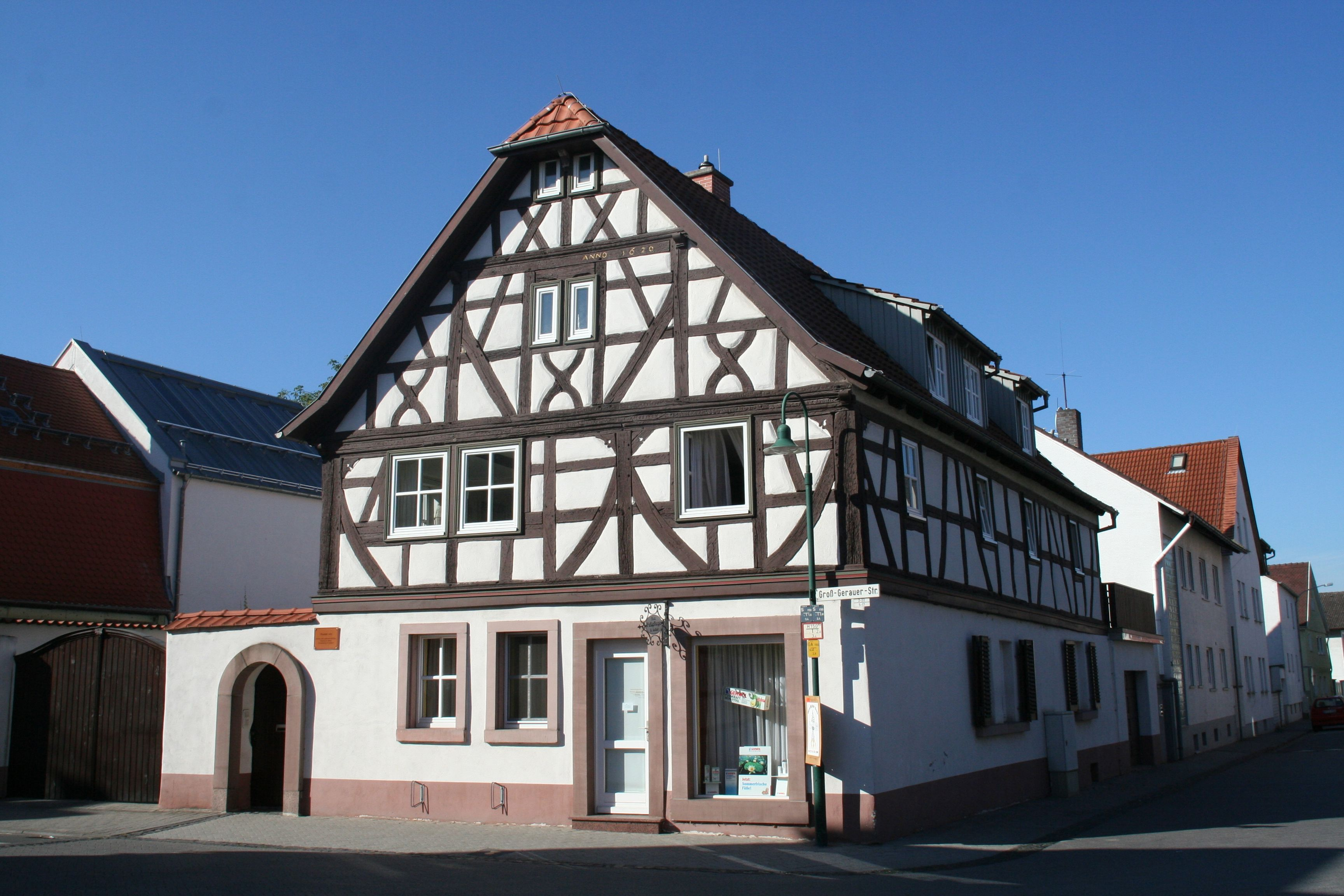
グリースハイム市内の木組み建築

## 交通
連邦道B26号線がグリースハイムを貫いて走っている。この道路は交通技術上この都市の長軸を構成し、ダルムシュタットとの間を結んでいる。ダルムシュタット行きの狭軌の蒸気機関車による支線が1886年8月30日に開通した。1926年からは電化された市電が運行を開始した。現在は市電の第4系統および第9系統が連邦道B26号線沿いにダルムシュタットのインネンシュタットあるいはそれに隣接するダルムシュタット中央駅まで走っている。グリースハイムとダルムシュタットの市境に連邦道B26号線がアウトバーンA5号線とA67号線を連絡するダルムシュタット・ジャンクションがある。この他にバス路線45系統および46系統がグリースハイムからリートシュタット、ゲルンスハイム、グロース＝ゲーラウ、トレブーア方面に運行している。ゴッデラウ＝エアフォルデンからグリースハイム経由でダルムシュタットへ至る鉄道路線が1869年に開通し、1901年には複線化もされたが、1975年に廃止された。

## 人物

### 出身者
- ヨハネス・マイゼンハイマー（1873年 - 1933年）動物学者

### ゆかりの人物
- アウグスト・オイラー（1868年 - 1957年）ドイツにおける飛行機の先駆者。飛行機技術者。1907年に、おそらくドイツで最初の飛行場をグリースハイムに設けた。
- エリーザベト・ラングゲッサー（1899年 - 1950年）文筆家。1920年から1928年までシラーシューレで教鞭を執った。
- ルッツ・ルートヴィヒ・クラーマー（1954年 - ）ロック・バンド、アジテーション・フリーのヴォーカル、ギタリスト。グリースハイムで暮らし、活動している。

## 引用
1. ↑  Hessisches Statistisches Landesamt: Bevölkerung in Hessen am 31.12.2023 (Landkreise, kreisfreie Städte und Gemeinden, Einwohnerzahlen auf Grundlage des Zensus 2011)]
2. ↑  Max Mangold, ed (2005). Duden, Aussprachewörterbuch (6 ed.). Dudenverl. p. 376. ISBN 978-3-411-04066-7